# Jelutong, Penang
Jelutong là một vùng ngoại ô của George Town ở Penang, Malaysia. Nằm ở phía nam sông Pinang, Jelutong đã có người ở từ cuối thế kỷ 18, khi các thương nhân từ Aceh và Ấn Độ định cư quanh khu vực.
Nó đã từng nổi tiếng như một sân cỏ cho các băng đảng và bộ ba cho đến những năm 1980, khi đô thị hóa chuyển khu vực này thành một khu ngoại ô của George Town.

## Tên gọi
Jelutong được đặt tên theo cây Jelutong, được biết đến với tên khoa học là Dyera costulata. Người ta tin rằng loài cây này đã từng phong phú quanh khu vực bây giờ được gọi là Jelutong.

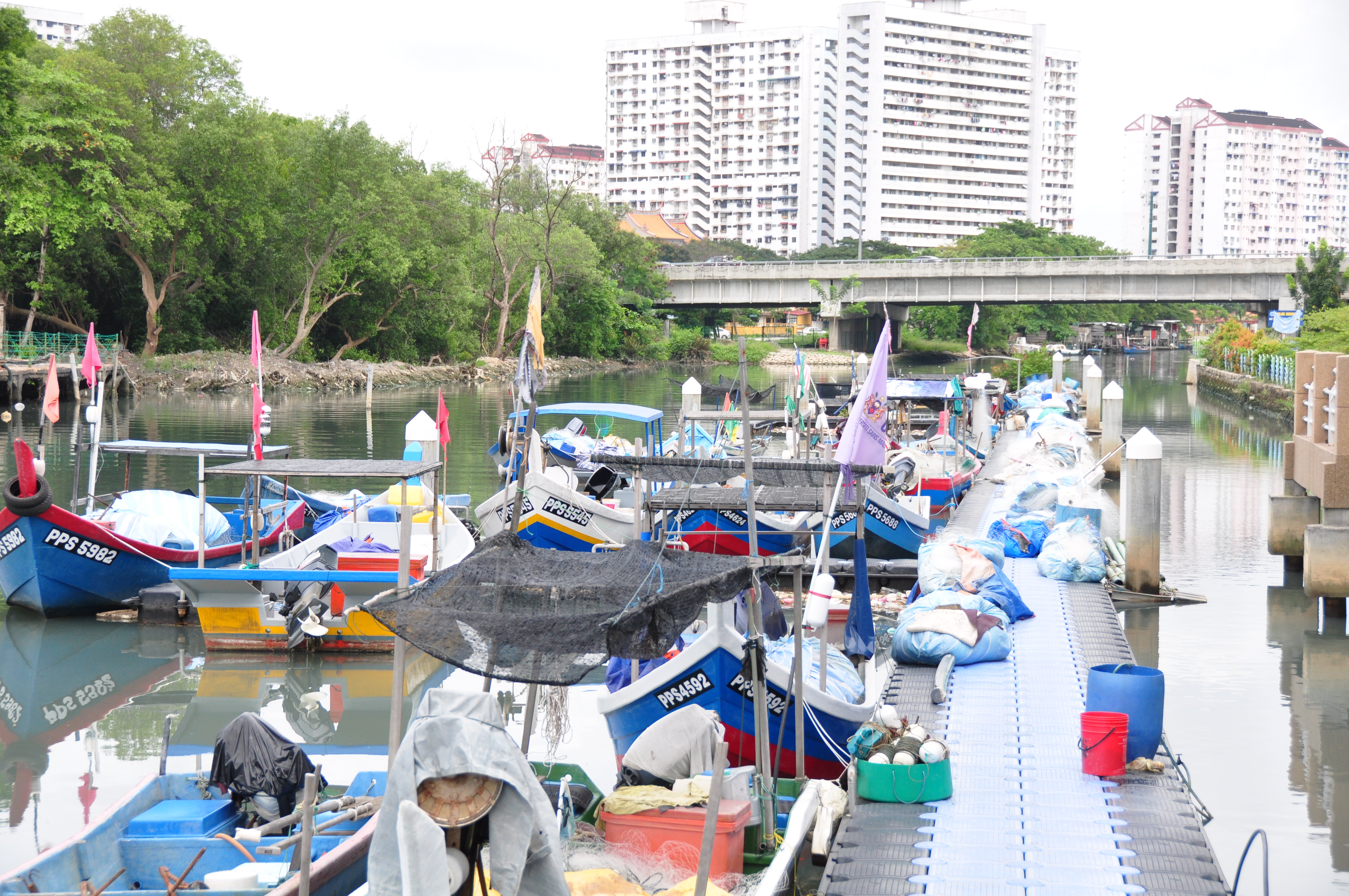
Sông Pinang tách riêng George Town ở phía bắc và ngoại ô Jelutong ở phía nam.

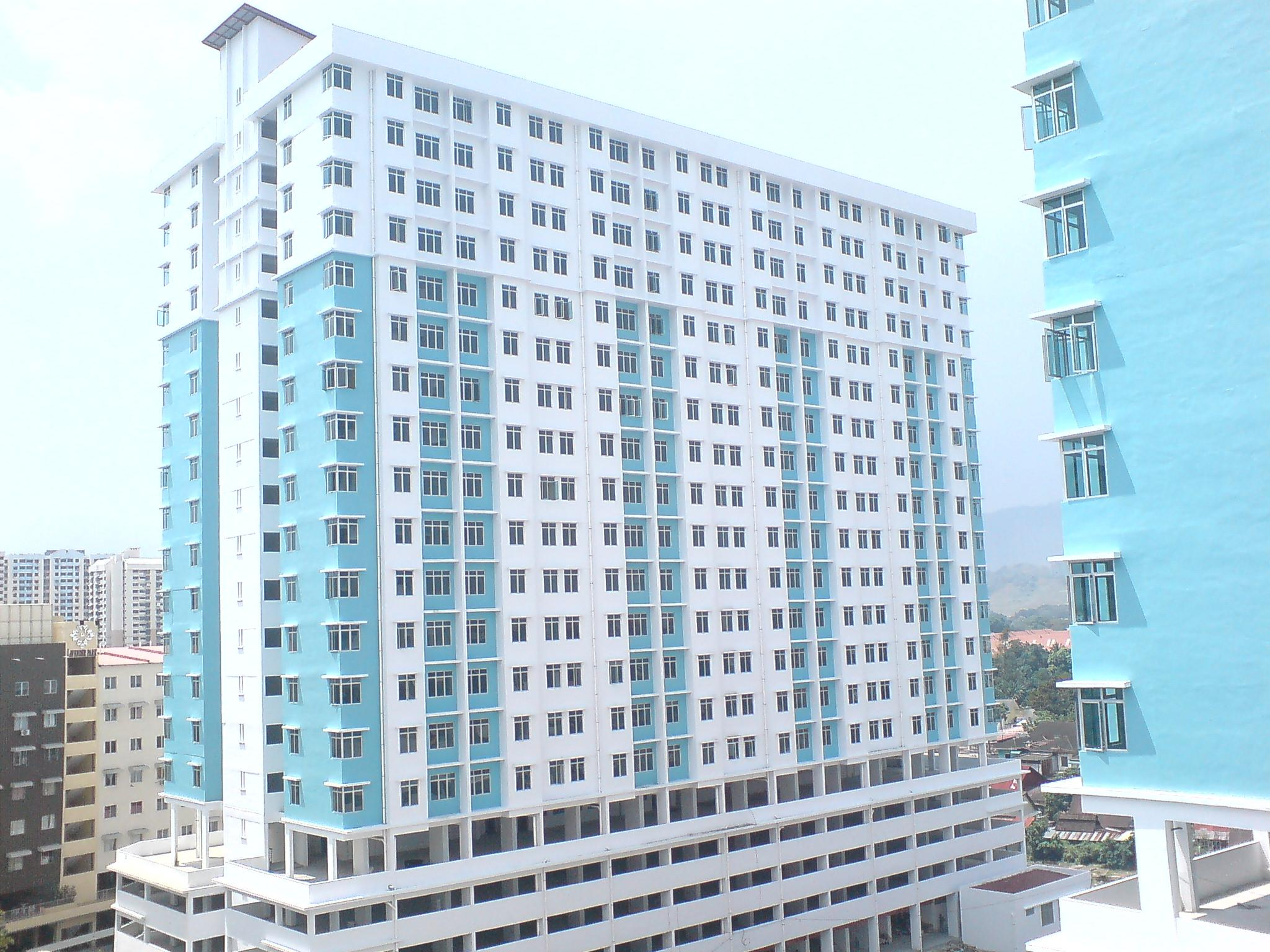
Các căn hộ như bây giờ chiếm nhiều cảnh quan của Jelutong.

## Lịch sử
Jelutong đã có người ở trước khi sự xuất hiện của Đại úy Francis Light vào năm 1786. Các thương gia từ Aceh và Ấn Độ đã thiết lập những nơi nghỉ ngơi và làng mạc dọc theo cửa sông Pinang.
Vào giữa thế kỷ 19, khu vực rừng sau đó đã được dọn sạch đầu tiên cho mục đích nông nghiệp. Các nhà máy được thành lập sau này ở Jelutong, khi dân số đô thị đổ về phía nam từ George Town. Mặc dù công nghiệp hóa, một số cộng đồng ngư dân vẫn tiếp tục tồn tại cho đến gần đây và các nhà sản xuất than vẫn kiếm sống từ những đầm lầy ngập mặn dọc theo bờ biển.
Dân số ngày càng tăng ở Jelutong dẫn đến tội phạm và những tên côn đồ hung hăng lang thang trên đường phố. Chỉ trong những năm 1980 với sự gia tăng các tiêu chuẩn sống và đô thị hóa, sự nổi tiếng tội phạm của Jelutong đã bị loại trừ.
Đó là trong khu vực bầu cử quốc hội Jelutong, nơi Karpal Singh, một luật sư nổi tiếng của Malaysia, lần đầu tiên bước vào cảnh chính trị quốc gia. Chính trị gia Đảng Dân chủ Hành động đã giữ chức vụ này trong hơn 20 năm cho đến năm 1999, mang lại cho ông biệt danh là 'Hổ của Jelutong'.'.

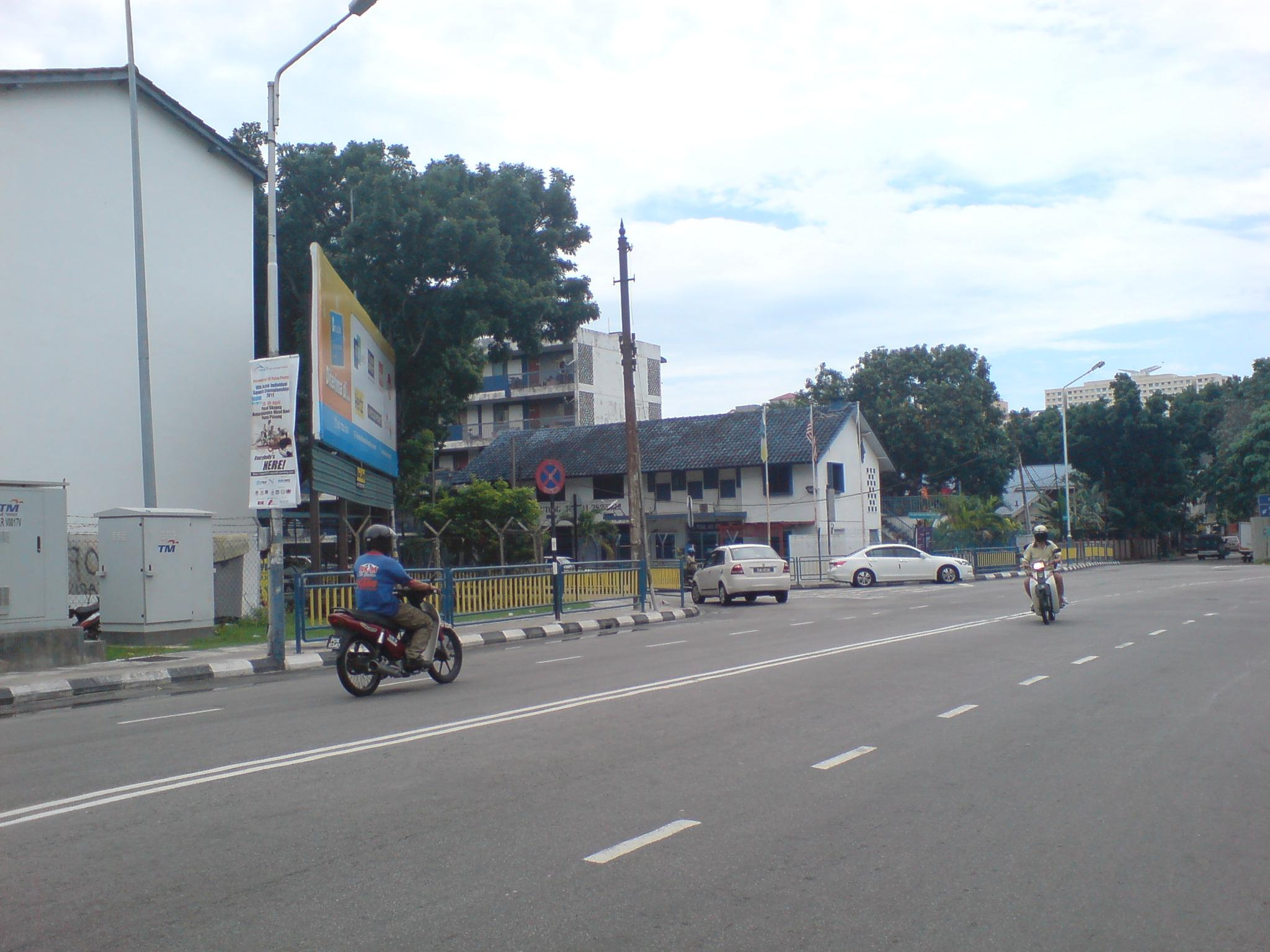
Đường Jelutong

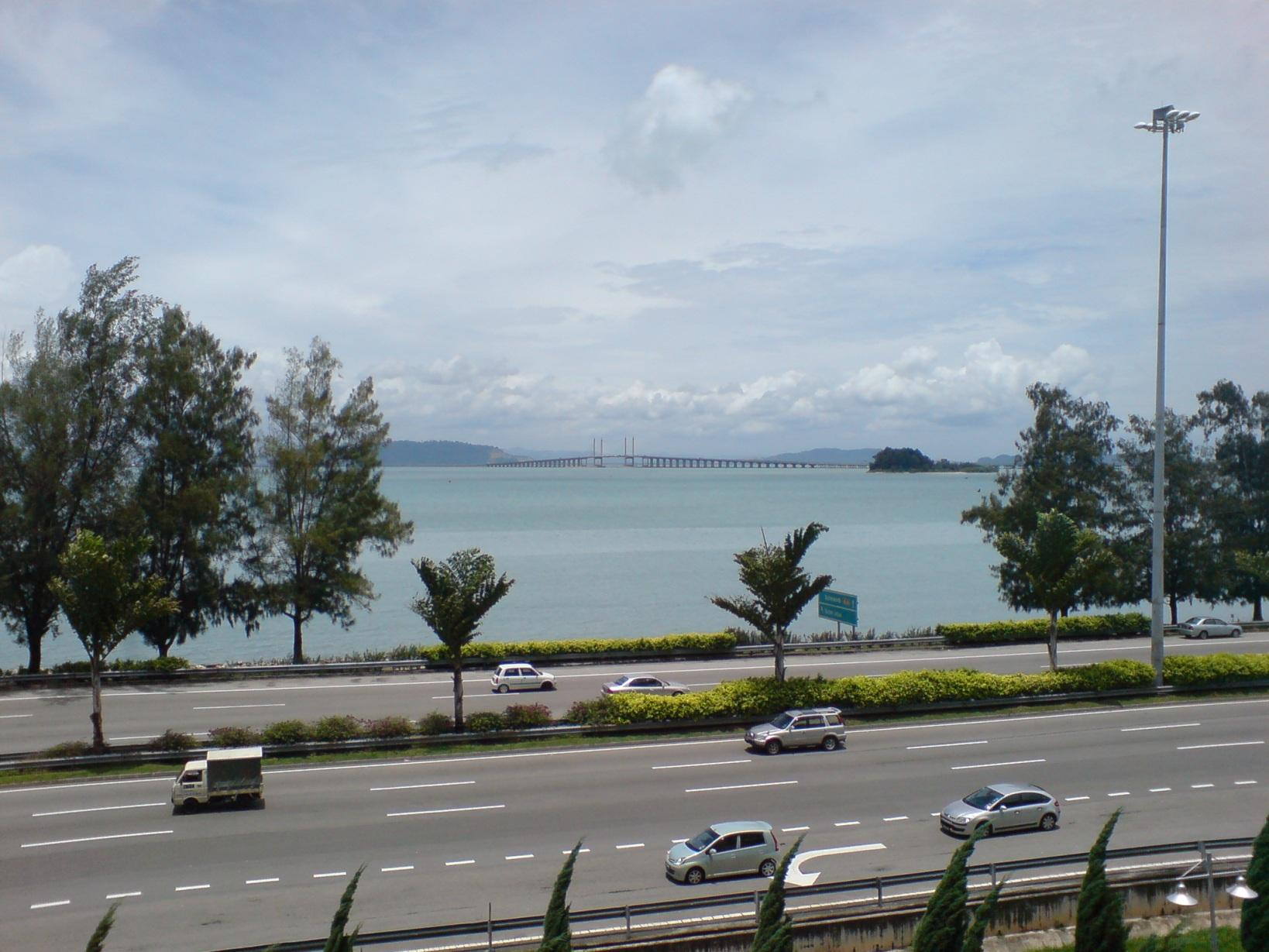
Đường cao tốc Tun Dr Lim Chong Eu chạy dọc theo bờ biển Jelutong. Có thể nhìn thấy trong đường chân trời là Cầu Penang.